# 香港民族黨
香港民族黨（英語：Hong Kong National Party）是一個主張香港獨立、並因此被香港政府下令取締的政黨。該黨成立於2016年，2018年下半年被香港政府禁止運作。其召集人為香港獨立運動支持者陳浩天，發言人為周浩輝。該黨主張香港脫離中華人民共和國，建立屬於香港的主權國家「香港共和國」。

## 意識形態
香港民族黨認為香港自從1841年分階段割讓而被大英帝國統治後，即與中國大陸有截然不同的歷史進程，令香港逐漸形成其社會、經濟、政治及文化的獨特性，促使香港人無意識中在客觀條件上成為一個民族。1997年香港主權移交中華人民共和國後，民族黨主張香港受到中國大陸的殖民壓迫，香港人在「外來者的入侵」下，逐漸形成群體意識，更逐步發展成「民族意識」。
該黨以「民族自強，香港獨立」為目標，並提出六大主張作為黨綱：
1. 建立獨立和自由的「香港共和國」
2. 捍衛香港人利益，以香港人利益為本位
3. 鞏固香港民族意識，確立香港人的定義
4. 支持並參與一切有效民主抗爭
5. 廢除未經港人授權的「殖民地惡法」，並由香港人制定「新憲法」
6. 建立支持香港獨立的勢力，在經濟、文化、教育各方面成立以香港為本位的組織和政治壓力團體，奠定自主的勢力基礎[6][7]

## 相關事件

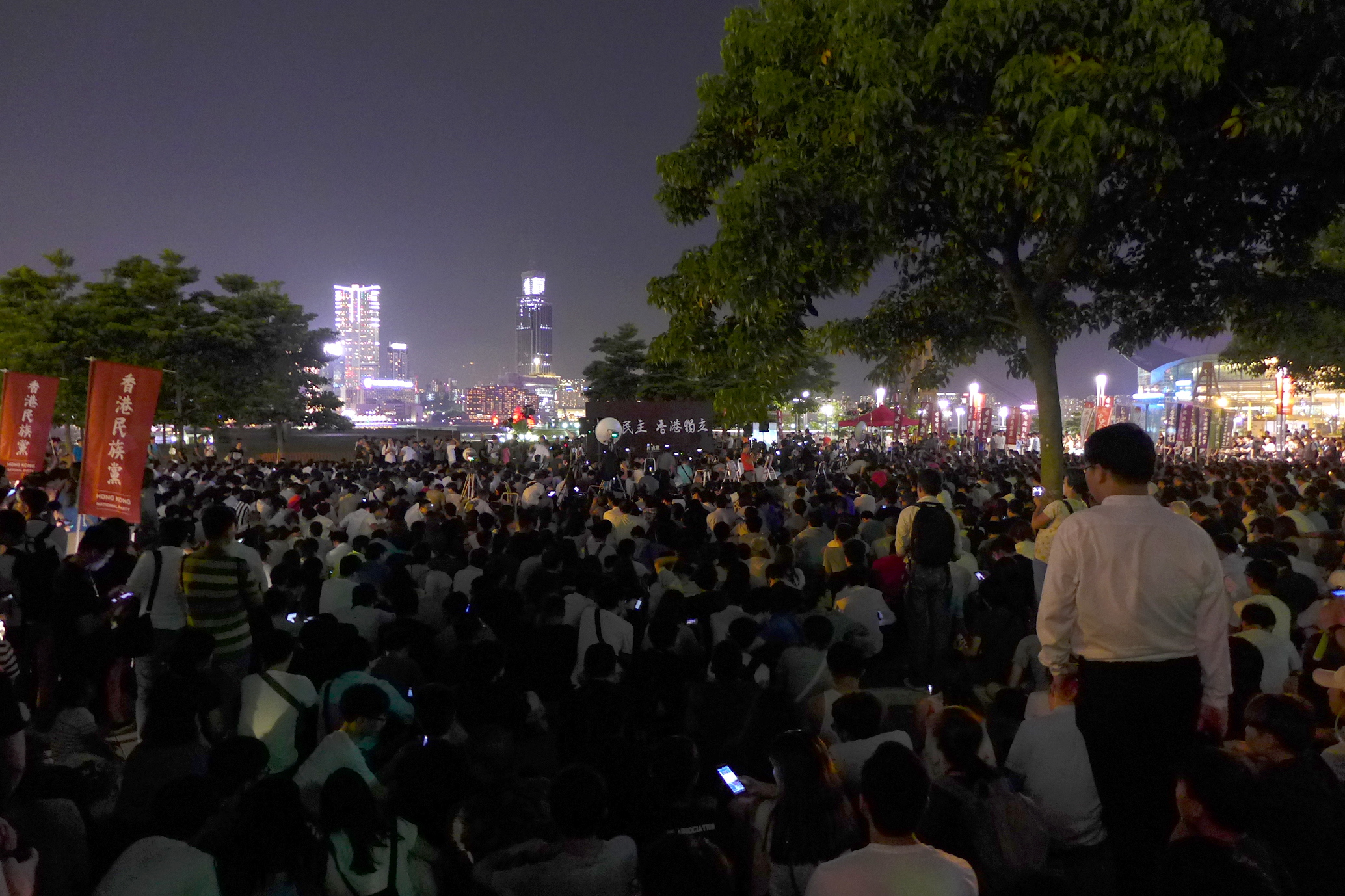
2016年8月5日晚上，添馬公園發起一場主題名為「捍衛民主・香港獨立」集會，有2,500人參與

香港民族黨參選人陳浩天於2016年香港立法會選舉中被新界西選區選舉主任褫奪參選權，同年8月5日晚上於添馬公園，連同其他被取消資格的主張港獨候選人，發起一場主題名為「捍衛民主・香港獨立」集會，為香港首次以香港獨立為主題的集會，警方表示高峰期有2,500人參與。集會期間有過百名警察在金鐘一帶戒備。9月9日，陳浩天入稟高等法院提出選舉呈請，要求法庭就立法會新界西選區之選舉結果是否因選舉主任之多重違規而屬無效作出裁決。
2016年12月，陳浩天和香港民族黨發言人周浩輝在訪問台灣期間在一餐廳接受訪問，被主張兩岸統一的中華愛國同心會成員叫罵，雙方有激烈肢體衝突，對方有成員向陳浩天擲水杯。

## 民族黨發起或參與的活動

### 2016年捍衛民主 香港獨立集會
在2016年8月5日晚上，香港民族黨在添馬公園舉辦名為「捍衛民主，香港獨立」的集會，邀請四位被取消參選2016年立法會資格的參選人演講，包括梁天琦、陳國強、賴綺雯及中出羊子。亦有邀請本土派人士演講，包括盧斯達、馮敬恩及無妄齋。民族黨召集人陳浩天及發言人周浩輝亦有上台演講。陳浩天聲稱集會有一萬人出席。

### 2017年毋忘沙士抗疫英雄集會
2017年6月23日晚，有團體在香港公園太極園舉行「毋忘沙士抗疫英雄」集會，有不少支持香港獨立的組織成員出席。出席者包括民族黨召集人陳浩天、發言人周浩輝、前立法會議員梁頌恆和游蕙禎、北區水貨客關注組召集人梁金成等。在當晚活動現場展示的宣傳品中提到在2003年香港發生的沙士疫情是來自中華人民共和國廣東省、一名中國籍的大學教授帶入香港，活動主持人亦指責中華人民共和國和香港政府抗疫不力。一行人先在抗疫英雄紀念碑前獻花，碑前放有「毋忘沙士，抗疫英雄」標語牌；他們其後再到奧林匹克廣場默哀3分鐘。

## 爭議
香港民族黨成立之初，旋即受到香港特區及中央政府的密切注視，包括港澳辦、中聯辦、律政司司長袁國強、政務司司長林鄭月娥在內的政府機關及政府高官，皆以強硬態度回應其建黨宣言。香港政府指香港民族黨的港獨主張違反一國兩制、違背《基本法》第一條及第十二條，明言會密切留意相關言行，考慮由執法部門調查搜證。而香港公司註冊處亦以「政治原因」為由，拒絕香港民族黨以「香港民族黨」和「Hong Kong National Party」申請成為註冊公司。
身兼全國政協委員的自由黨資深大律師胡漢清表示，律政司應該即時宣布把類似該黨的組織定為非法組織，並就港獨議題向教育局及教師發出法律指引。胡漢清又指出港獨危害國家安全，他會以政協身委员分向中央政府提出緊急提案，要求把煽動港獨列為刑事罪行。

### 被禁止擺放年宵攤位
2017年1月，食物環境衞生署以港獨危害公共秩序為由，取消香港民族黨在維多利亞公園年宵攤位的經營資格，又派出人員包圍陳浩天以阻止他在維園派發揮春。民族黨認為香港政府為打壓異見人士不惜影響香港的營商環境，更去信美國總統唐納·川普及馬可·魯比奧等美國政界人士，呼籲美國重新審視香港政治情況及對此作出回應。

### 陳浩天在外國記者會演講
2018年8月14日，在受到政治壓力之下，香港外國記者會（FCC）邀請陳浩天在午餐會中作出演講，同時聲明邀請陳浩天演講並不代表認同其立場。陳浩天的演講題目為「香港民族主義：中國統治下的政治不正確指南」。演辭長約20分鐘，指過去數星期自己與家人受到前所未有的監視，指「香港正面對回歸前未曾遭遇過的嚴重殖民主義」。他形容，現時每日150個單程證制度將「香港人的生存空間正被奪走」，加上語言和塑造思想的字句被凌駕，指香港正面臨民族清洗，他也批評中國「以帝國主義統治香港」。演講吸引不少外國傳媒採訪及報道。
陳浩天演講引起中央、港府及建制等人抨擊。香港行政長官林鄭月娥及其他政府官員包括當時在香港的署理行政長官、政務司司長張建宗隨即表示遺憾，但並未回應建制派要求收回外國記者會會址作回應，亦未回應會否就香港基本法第二十三條進行立法。
中華人民共和國外交部在香港的外交部駐港特派員公署亦發表聲明譴責外國記者協會邀請陳浩天演講，並稱邀請「港獨」分子就像「邀請新納粹演講」一樣。港澳辦主任張曉明更點名指陳浩天和民族黨已干犯香港《刑事罪行條例》下的煽動罪，是有預謀有組織分裂國家。

### 政府刊憲取締香港民族黨並禁運作
2018年7月17日，警察牌照課的總督察和高級督察今早登門，交給他一叠文件，要求他回應保安局局長。其中一份信件指，保安局局長收到警方助理社團事務主任的建議，請保安局局長考慮行使香港法例第151章《社團條例》第8條的權力作出命令，禁止香港民族黨的運作。 信件稱，建議源於助理社團事務主任合理地相信，是為維護國家安全或公共安全、公共秩序或保護他人權利和自由的需要。文件由創黨記者會開始，記錄他過往的公開活動，包括在香港和台灣的演講和集會等活動，亦將他部分言論以抄本形式記錄在案。
事件引起各界關注，各團體及領袖紛紛表達意見。歐盟對外事務部指，言論自由屬基本權利，並受到香港人權法案條例和公民及政治權利國際公約保護；歐盟是完全遵守「一個中國」原則，支持「一國兩制」。香港記者協會發聲明，憂慮警方禁止「香港民族黨」運作引證的文件中包括大量傳媒報道，會影響言論自由。同時要求保安局盡快澄清傳媒日後採訪有關組織或人物時，會否被認為參與非法活動。英國外交部亦對事件「表示關注」，重申《基本法》及人權法賦予香港有選舉自由、言論自由及結社自由。34位建制派立法會議員發表聯合聲明，表示全力支持保安局的決定，認為民族黨雖未有使用實質暴力，但過去曾表明用盡一切有效抗爭去爭取港獨，政府不能當作政治口號。他們促請政府應繼續對港獨行為嚴格執法，以及加強反港獨的宣傳教育。民間人權陣線即日舉辦遊行，抗議保安局打壓結社自由，有600至1200人參與。
保安局給予香港民族黨21天時間作書面申述，而香港民族黨的代表律師多次要求延長回答時限。申述限期首先延至9月4日，其後延長一星期至9月11日，最終延長限期至9月14日。陳浩天於14日晚上提交申述，隨即獲保安局接納。
9月24日，政府正式在憲報刊登公告，將香港民族黨列為非法組織。根据香港《社团条例》，任何加入、煽动他人加入及资助非法组织者，均可能受到罚款甚至监禁等处罚，由即日生效起禁止香港民族黨在香港運作或繼續運作。国务院港澳事务办公室、香港中联办、外交部驻香港特区特派员公署均对將香港民族黨列為非法組織的做法表示支持，指出“对‘港独’必定是零容忍”，同时外交部驻香港特区特派员公署敦促有關國家駐港機構“尊重中國主權和領土完整，尊重國際法和國際關係準則，尊重特區政府依法取締港獨組織”。9月25日，香港民族党官方网站停止运作。
同年，10月24日，該黨召集人陳浩天按社團條例第8(7)條提出上訴。2019年1月14日，民族黨代表出席行政會議轄下一個行政上訴委員會的聆訊。2月21日，政府去信該黨代表律師表示行政長官會同行政會議已駁回其上訴，並在回應傳媒查詢時確認駁回上訴。

### 宣佈恢復運作
2025年2月20日，香港民族黨在社交媒體宣佈恢復運作。

## 註释
1. 1 2  保安局局長於2018年9月24日下令禁止該黨運作。根據香港法律，民族黨可在相關命令刊憲後30日內提出上訴。該黨在此期限內未有活動或宣佈解散。陳浩天於限期最後一日提出上訴。
2. ↑  《基本法》第一條：「香港特別行政區是中華人民共和國不可分離的部分」
3. ↑  《基本法》第十二條：「香港特別行政區是中華人民共和國的一個享有高度自治權的地方行政區域，直轄於中央人民政府」

## 外部連結
- 香港民族黨的Facebook專頁
- YouTube上的香港民族黨頻道
- issuu上的香港民族黨 Hong Kong National Party頁面（页面存档备份，存于）（英文）
- 香港民族黨官網